# Prossianka
Prossianka (en rus: Просянка) és un poble del krai de Stàvropol, a Rússia, que el 2017 tenia 1.404 habitants. Pertany al districte rural de Petrovski.